# Suzanne Cesbron-Viseur
Suzanne Cesbron-Viseur (24 de mayo de 1879-24 de agosto de 1967) fue una soprano y maestra de canto francesa.
Alumna de Pauline Viardot y  esposa del maestro de canto Georges Viseur, perteneció al grupo de divas francesas del principio de siglo como Marthe Nespoulous, Emma Luart, Gabrielle Ritter-Ciampi, Ninon Vallin Solage Renaux, Germaine Cernay, Alice Raveau, Solange Delmas, Germaine Martinelli, Jane Bourguigon, Jane Laval y Germaine Féraldy. Entre sus rivales se contaron Marguerite Carre, Maggie Teyte, Fanny Heldy, Yvonne Gall y Jane Laval.
Debutó el 24 de enero de 1902 en la Opéra-Comique como Griselidis  seguidos por Charlotte, Louise, Manon, Tosca, Melisande, Madama Butterfly, Antonia y Giulietta en Les Contes d’Hoffmann.
Debutó en la Ópera de París en 1923 también como Griselidis reemplazando a Lucienne Bréval, cantando luego Pamina de La flauta mágica y Marguerite de La condenación de Fausto. Interpretó, entre otras, Faust, Sapho, Thais, Le Cid y Les Huguenots.
Enseñó en el Conservatorio de París y entre sus más célebres alumnas figuraron Germaine Lubin, Irène Joachim y Régine Crespin
Algunas de sus grabaciones pueden hallarse en la serie Les Introuvables du Chant Francais